# Braford
Cet article possède un paronyme, voir Bradford.
La race Braford est une race bovine. Son nom est formé à partir de brahmane et de hereford.

## Origine
C'est un hybride de bœuf européen, Bos taurus, et de zébu, Bos taurus indicus ou plus précisément de brahmanes.
L'hybride a été développé à la fois en Australie dans le Queensland, à partir de 1946, et aux États-Unis, en Floride à partir de 1947.
Le braford australien contient des parts approximativement égales des deux races d'hybridation. On le trouve maintenant non seulement dans le Queensland mais également en Nouvelle-Galles du Sud et des pays d'Asie où il a été introduit à partir d'Australie.

### Aux États-Unis
Sur le ranch Adams en Floride en 1947, Alto Adams Jr. avait un troupeau de brahmanes dont il espérait améliorer la productivité. Il a introduit dans son élevage des taureaux hereford. Hélas, ces animaux ont eu des problèmes de pieds (dus à l'humidité), de peau (dus aux parasites) et aux yeux (dus à l'ensoleillement). Les veaux avaient aussi des problèmes et un taux de mortalité supérieur à la moyenne. Seuls quelques mâles ont donné une descendance assez prometteuse. Adams a croisé les mâles de première génération avec des femelles brahmanes. Leur progéniture a constitué le point de départ de la race braford.
Deux associations concurrentes d'éleveurs ont créé chacune leur herd-book dans les années 1970 et 80. Les associations se sont regroupées en 1994 et ont fusionné leurs livres. La race est aujourd'hui stabilisée autour de 3/8 de brahmane et 5/8 d'hereford, mais le herd-book accepte 5 % de variation pour permettre une adaptation aux variantes climatiques et pédologiques locales. La race s'est répandue de Floride dans tous les états du littoral du Golfe du Mexique, puis dans de nombreux pays à climat tropical humide.

## Morphologie
Le braford porte une robe de type hereford rouge acajou à tête, pattes et ventre blancs. Les mâles ont leurs cornes droites vers le bas, et les vaches en croissant vers le haut. Leur allure s'éloigne de celle des zébus : pas de bosse, ni de larges oreilles, juste une peau plus lâche que celle des bovins européens.

## Aptitude

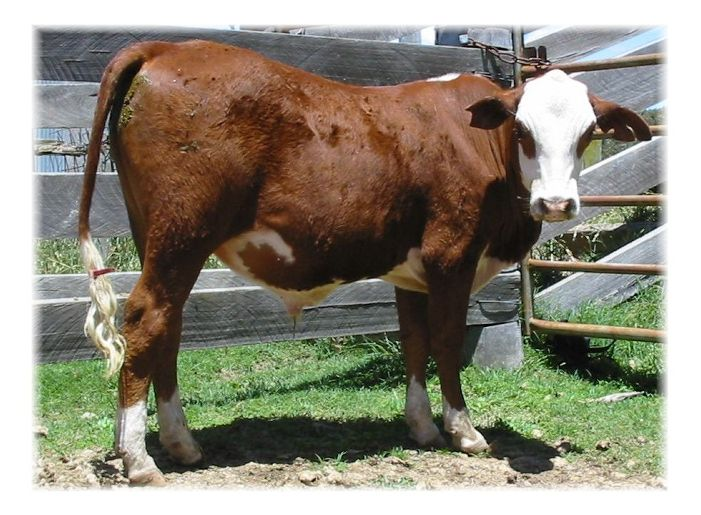
Taurillon braford.

Il n'a été créé que pour sa valeur bouchère. Les qualités reconnues du braford sont :
- bonnes qualités maternelles: fertilité, précocité, facilité de vêlage et bonne lactation;
- résistance aux difficultés tropicales: pieds tolérant l'humidité, peau épaisse et résistant aux parasites;
- poids et conformation de carcasse supérieure par rapport aux zébus pure race.